# 拉夫连季·贝利亚
拉夫连季·帕夫洛维奇·贝利亚（1899年3月29日—1953年12月23日），苏联共产党格魯吉亞裔高级领导人，长期担任苏联内务人民委员（主管内政及警察事务的部长级官员）。是斯大林大清洗计划的主要执行者之一，第二次世界大戰結束後的1945年7月9日被授予苏联元帅军衔。在雅尔塔会议中斯大林曾向美國總統小罗斯福介绍说：“他是我们的希姆莱。”在斯大林逝世之前，他是苏联极重要的权力人物，也是斯大林發動紅色恐怖的犯人與幹部之一，斯大林逝世後，旋即在权力斗争中败给赫鲁晓夫和马林科夫，后被逮捕撤职并秘密处决。

## 生平

### 早年生活
贝利亚出生于库塔伊西省苏呼米区梅尔赫乌里镇（格鲁吉亚阿布哈兹首府苏呼米附近的一座小镇）的明格列尔人家庭，父亲是农民，母亲是裁缝。弟弟在2岁时就得了重病而死，妹妹也因为患病失聪。在苏呼米高等小学学习俄语、东正教神学、数学和科学。1915年毕业后，来到巴库，进入“巴库中等机械建筑工程学校”。17岁时他的母亲与妹妹也搬到巴库团聚。1916年在诺贝尔石油公司实习时接受了初级军官培训。1917年3月在巴库加入了布尔什维克。但同时，也曾为反布尔什维克的阿塞拜疆的穆沙瓦特党工作。1917年6月至12月，在俄军罗马尼亚方面军服役，在敖德萨、帕什卡尼等地担任军队的水利工程师。因患病而离开军队返回巴库。1919年毕业拿到了建筑学专业毕业证书和建筑师资格。

### 地方工作
苏俄内战时期

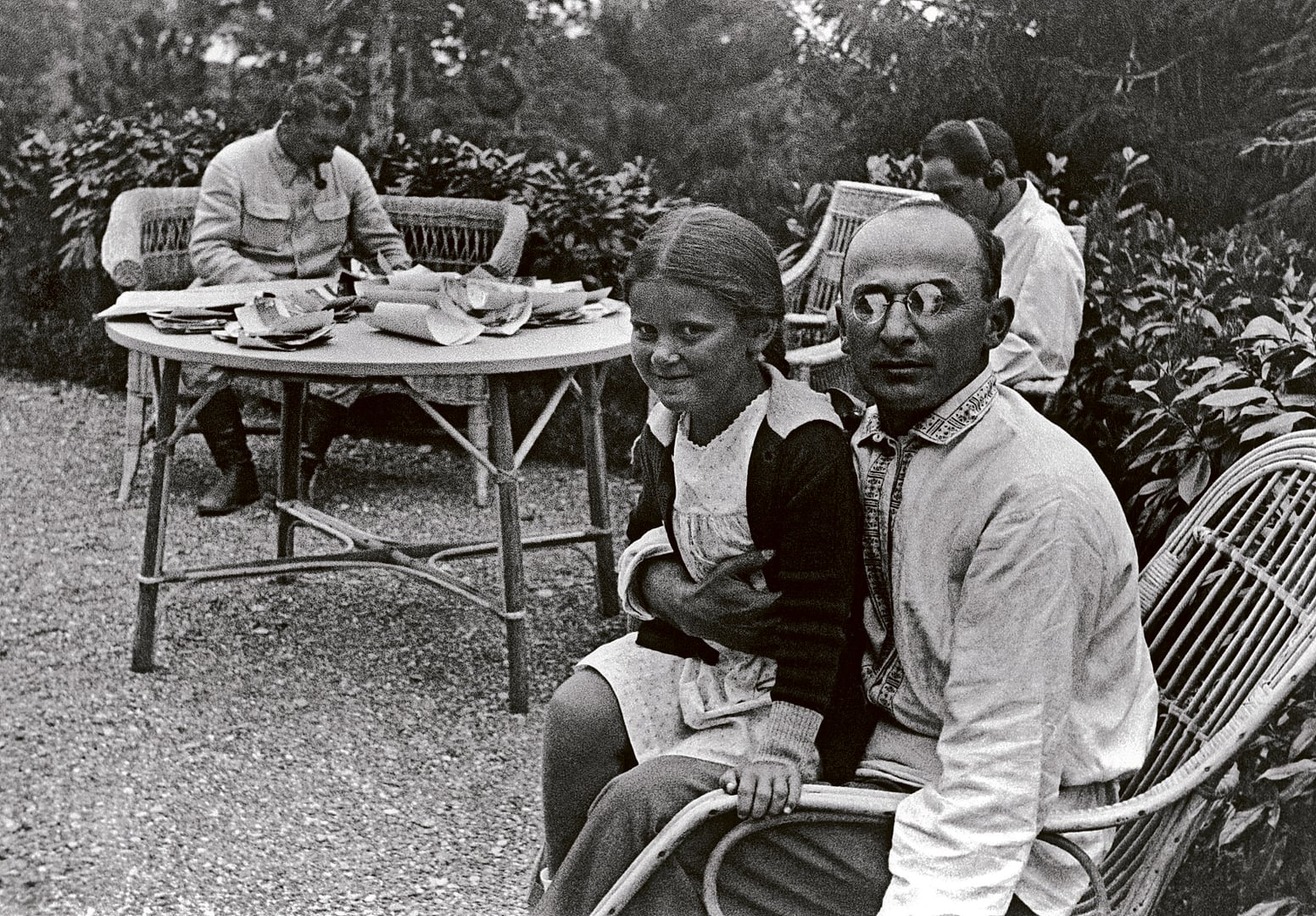
贝利亚与斯大林（左后）及斯大林之女斯维特兰娜·阿利卢耶娃

1918年2月至1919年，任布尔什维克巴库委员会秘书处工人代表。在米尔·贾法尔·巴吉罗夫的引荐下，加入契卡，并于1919年至1920年4月，任阿塞拜疆民主共和国肃反委员会代理主席。1918年7月布尔什维克地方政权被推翻至1920年4月28日红军重新攻占巴库期间，在布尔什维克巴库地下党工作。红军占领巴库后，贝利亚被捕，因红军没有足够时间才免遭处决。在监狱中与尼娜·泰穆拉佐夫娜·格格契科里结识，后一同逃走。1920年4月至1920年5月，任格鲁吉亚民主共和国高加索地区委员会委员兼苏俄红军第11集团军军事委员会委员。受俄共（布）中央委员会高加索局和红军第11集团军司令部的指示，两次前往格鲁吉亚开展地下布尔什维克工作，当时的格鲁吉亚处于孟什维克统治。在与当地的布尔什维克组织取得联系后，为武装推翻孟什维克政府在格鲁吉亚做了许多准备工作。1920年由于格鲁吉亚布尔什维克地下中央委员会被破获，贝利亚被格鲁吉亚孟什维克政府逮捕，并被投入库塔伊西监狱监禁几个月后，被时任苏俄驻格鲁吉亚全权代表的基洛夫的坚持下，被从格鲁吉亚派往苏维埃阿塞拜疆。
在阿塞拜疆肃反委员会
1920年8月至1920年10月，任阿塞拜疆共产党 (布)中央委员会行政处处长。1920年10月至1921年2月，任阿塞拜疆苏维埃社会主义共和国肃反委员会执行秘书。1921年4月至1921年5月，任阿塞拜疆苏维埃社会主义共和国肃反委员会秘密行动处副处长。1921年5月至1922年11月，任阿塞拜疆苏维埃社会主义共和国肃反委员会副主席。
在格鲁吉亚政治保卫部门
1922年11月至1926年12月2日，俄共（布）外高加索区委员会的决定，贝利亚调任格鲁吉亚苏维埃社会主义共和国国家政治保卫局秘密行动处主任兼军队特别处主任。1924年参与镇压了格鲁吉亚人的民族起义，处决了约10000人，因表现了“布尔什维克的无情”而获得红旗勋章。1926年12月2日至1931年12月3日，任格鲁吉亚苏维埃社会主义共和国国家政治保卫局主席。在奥尔忠尼启则的引荐下结识斯大林，并为斯大林巩固权力出力甚多。任内摧毁了伊朗和土耳其在高加索建立的谍报网，并成功渗透伊朗和土耳其。1927年4月4日至1932年，兼任格鲁吉亚苏维埃社会主义共和国内务人民委员。1927年11月19日，任格鲁吉亚（布）共产党中央委员。1930年6月6日至1938年8月31日，任格鲁吉亚共产党（布）中央局委员。1931年4月17日至1931年12月3日，兼任国家政治保卫总局驻外高加索地区全权代表、外高加索苏维埃社会主义联邦共和国国家政治保卫局主席、红旗高加索集团军政治保卫部主任。1931年8月18日至1931年12月3日，兼任苏联国家政治保卫总局主席团委员。
外高加索区党委书记兼格鲁吉亚党委书记
1931年10月31日至1932年10月17日，任联共 (布)外高加索区委第二书记。在涅斯托尔·阿波罗诺维奇·拉科巴的帮助下，1931年11月14日至1938年8月31日，任格鲁吉亚共产党（布）第一书记。1932年10月17日至1937年4月23日，任联共 (布)外高加索区委第一书记。1934年2月10日至1953年7月7日，任联共 (布)中央委员。1935年的发表著作《关于高加索地区布尔什维克组织的历史问题》。1937年5月至1938年8月31日，兼任第比利斯市委第一书记。1938年1月17日，任最高苏维埃主席团委员。

### 进入中央
1938年8月，贝利亚担任副内务人民委员，在叶若夫指挥下开始了大清洗。当大清洗对国家的各个方面造成的危害越发明显时，叶若夫落马，贝利亚开始负责（斯大林考虑过让卡冈诺维奇接任，但政治局多数选择了秘密警察专业出身的贝利亚），尽管贝利亚的名字总是和大清洗联系在一起，但是他正式主管内务人民委员部时大清洗已经开始缓和，有十万人从劳改营裡被释放。此时内务部已经是一支拥有几个师内务部队和数十万保卫工作者。但由于叶若夫“错误”地枪决了大批优秀的驻外特工，对外情报网遭受重大破坏，但后来贝利亚重建了它。
1938年8月22日至1938年11月25日，任第一副内务人民委员。此间，1938年9月8日至1938年9月29日兼任内务人民委员部第一总局局长。1938年9月11日，授予国家安全一级委员军衔。1938年9月29日至1938年12月17日，第一总局改称国家安全总局，兼任局长。
1938年11月25日至1945年12月29日，接替叶若夫任内务人民委员。1939年3月22日至1946年3月18日，任联共（布）中央政治局候补委员。1939年9月10日至1941年4月9日，任国防人民委员部委员。1941年1月30日，晋升国家安全总委员。1941年2月3日至1946年3月15日，任人民委员会副主席。1941年2月3日至1941年3月21日，任人民委员会经济委员会委员。1941年3月21日至1944年5月15日，任人民委员会主席团委员。
1940年在第三次盖世太保－内务人民委员部会议召开后，3月5日贝利亚提交报告说现在关在乌克兰的波兰犯人都是苏联的敌人，然后经斯大林批准，执行卡廷大屠杀。

### 苏德战争时期
贝利亚在第二次世界大战苏德战争所做的贡献被后来的官方忽略。他曾是战时国家最高权利机关国防委员会成员，其任务从情报、外交到组织修造防御工事、工厂后撤和武器生产等，他也组织了游击队在德军后方活动。莫斯科保卫战时期，他寸步不离斯大林。战后随着整个苏联警察系统全面采用军阶。
1941年6月30日至1945年9月4日，任国防委员会委员，主管工业设施与农业向大后方疏散、后方保卫和建设。1942年12月8日至1945年9月4日，任国防委员会执行局委员。1943年8月21日，任苏联人民委员会解放纳粹占领地区经济复苏委员会委员。1943年9月30日，最高苏维埃主席团为表彰其“在伟大卫国战争最困难时期，为加强武器和弹药的生产工作，作出了巨大贡献”，决定授予“社会主义劳动英雄”称号，同时授予镰刀锤子金星奖章和列宁勋章各一枚。1944年5月16日至1945年9月4日，任国防委员会副主席兼执行局主席，任务包括监督国防工业人民委员部、交通人民委员部和水路运输人民委员部、黑色冶金工业人民委员部和有色冶金工业人民委员部、煤炭工业人民委员部、石油工业人民委员部、化学工业人民委员部、橡胶工业人民委员部、造纸-纸浆工业人民委员部、电力工业和电站人民委员部的一切工作。因此，从那时起，贝利亚即开始领导苏联全国的战时经济。。1945年7月9日，授苏联元帅。斯大林从来没有象对其他元帅那样，公开表扬他对战争的贡献或是授予官方荣誉（最常见的是胜利勋章）。
1944年，当刚把德军赶出苏联国土，贝利亚就着手开始以通敌的罪名迫害少数民族的行动。主要对象是卡拉恰伊人、卡尔梅克人、车臣人、印古什人、克里米亚鞑靼人、伏尔加德意志人，他们都被流放到中亚。

### 战后时期
二战后，抢夺德国专家和研发核武器等首要任务，均由贝利亚负责。事实上他负责组织犯人开采的第一座铀矿早在1939年就在科雷马河附近建立了。在那里犯人等于没有任何辐射防护措施，二战末期起他更建立了更大规模的“核子古拉格”，大量的犯人被集中起来开采铀矿或是建设相关设施。在苏联的第一颗原子弹試爆成功後，贝利亚的名氣一时达到顶峰。
1945年8月20日至1953年6月26日，贝利亚担任苏联人民委员会（从1946年3月19日起苏联部长会议）副主席兼国防特设委员会主席，主抓原子弹与导弹研制，直至被捕。1945年9月6日至1946年3月20日，兼任部长会议铁路公交委员会主席。1945年12月29日至1952年10月18日，任政治局外事常设委员会委员。1946年3月18日至1952年10月16日，任政治局委员。1946年3月20日至1953年6月26日，任部长会议主席团委员。1946年3月20日至1947年2月8日，任部长会议主席团常务委员。
斯大林、贝利亚和米高扬预言中國共產黨将在第二次国共内战中打敗中国國民黨，并设法将东北地区作为中国人民解放军的避风港，还安排大量提供主要是缴自关东军的武器给解放军。
1947年2月8日至1947年2月27日，贝利亚兼任燃料发电部部长。1947年2月27日至1950年2月13日，兼任燃料运输部部长。1950年2月13日至1951年3月15日，兼任燃料工业部部长。
1952年10月的苏共十九大上，斯大林批评了贝利亚、伏罗希洛夫、莫洛托夫、米高揚和卡冈诺维奇。1952年10月18日，贝利亚当选为苏共中央主席团委员、苏共中央主席团常务委员、兼任苏共中央主席团国防常设委员会委员。1952年12月11日至1953年3月5日，任苏共中央主席团外事常设委员会委员。
1953年3月5日，斯大林去世，有人认为斯大林是被贝利亚所毒死，据赫鲁晓夫的说法，在斯大林刚失去知觉时，贝利亚立刻大骂斯大林，等斯大林一醒来马上跪下吻他的手，之后见史達林又昏过去了，就在地上吐了一口痰。事实上当斯大林一断气，贝利亚第一个扑上去亲吻其尸体，“动作之快，有如在抢夺大行皇帝的戒指”。

### 中央争权
3月5日，苏联国家安全部和苏联内务部合并成一个部——苏联内务部，贝利亚任苏联部长会议第一副主席兼内务部部长。3月13日，贝利亚发布《关于成立侦查小组重新审理一些特大案件的命令》、《关于成立苏联公民被强制迁出格鲁吉亚案件审理委员会的命令》，将外交部长莫洛托夫的妻子波林娜·谢苗诺夫娜·热姆丘任娜释放回家。3月17日，提交《关于移交苏联内务部一些单位的报告》。3月18日，提交《苏联部长会议关于移交内务部一些单位的决议草案》。3月21日，提交《关于重新审议1953年一些基建项目的报告》，在朱可夫元帅的要求下，贝利亚发布《关于重新审理控告苏联空军和航空工业部前领导人案件的命令》，释放了亚历山大·诺维科夫、格里戈里·沃罗热伊金，让谢尔盖·胡佳科夫被流放西伯利亚的家属返回莫斯科。
为卷入医生案件、明格列尔人事件、列宁格勒案件、犹太人反法西斯委员会案件的几个和自己关系密切的同僚予以平反，并留彼得·沙利亚、维克托·阿巴库莫夫在內務人民委員部担任要职，打倒针对自己的米哈伊尔·留明，同时让刚担任中央书记的谢苗·伊格纳季耶夫失势下台，之后又借平反对格鲁吉亚负责安全部门的官员进行更换。
3月25日，贝利亚提交《苏联部长会议关于修改1953年建设计划的决议草案》，并开始市场化尝试和机构改革，使內務人民委員部的作用日益凸显。3月26日，提交《关于实行大赦给苏共中央主席团的报告》。3月27日，提交《苏共中央主席团关于大赦的决议草案》。3月28日，提交《关于移交劳动改造营的报告》、《关于将劳改营和劳改队由苏联内务部移交苏联司法部的决议草案》。
贝利亚违反大赦令的规定，下令将几个劳改集中营关闭，数百万犯人（规定一般拘留期不得超过5年，儿童、怀孕妇女和老人、绝症患者立即释放，但是政治犯被排除在外）获释，这些人流窜到莫斯科和其它城市，社会治安迅速恶化激起很大民愤，贝利亚以维护公共秩序为托辞，在莫斯科保留了自己的武装力量。
4月4日，贝利亚发布《关于禁止对被捕人员采取任何强制和体罚措施的命令》、《关于重新审理公民被强制迁出格鲁吉亚案件的命令》，将弗拉基米尔·捷卡诺佐夫提拔为格鲁吉亚共和国内务部长。
5月20日，递交《关于立陶宛共和国国家安全部在同民族主义分子地下活动作斗争中存在缺点的意见书》。
6月15日，提交《关于限制苏联内务部长下属特别委员会权力的报告》、《苏共中央主席团关于苏联内务部长下属特别委员会的决议草案》、《苏联内务部长下属特别委员会条例草案》。内务部一国家安全部机构，其分支机构和特工人员广布于全国上下所有的组织和部门之中。此外，保护克里姆林宫以及所有苏维埃政府大员和中央主席团成员的卫队也均属贝利亚统领。内务部负有边防警戒的职责，因而还拥有不少于 10 个师的直属部队。
贝利亚改变对南斯拉夫政策，他通过内务部渠道同南斯拉夫方面秘密接触，后来在搜查他的办公室时，发现了一份亚历山大·兰科维奇的信，信中表示可举行一次他与铁托的秘密高级会晤，地点可以是莫斯科或贝尔格莱德。
贝利亚对东德则采取放弃政策，以换取西方向苏联支付抵偿金，为了把东德的声势搞大，不惜策划动用秘密警察参与，于是威廉·蔡塞尔、鲁道夫·赫恩施塔特将罢工和集会升级为“暴动”，终于酿成了东德六一七事件。1953年6月2日，《关于使德意志民主共和国政治形势健康化》的决议通过，莫洛托夫建议应该反对东德“强制”共产主义化，而在最后贝利亚则指示删除“强制”一词。
莫洛托夫等一众苏联元老认为贝利亚有交出东德以换取个人利益、及将外交政策“去布尔什维克化”、主张对美屈服的倾向，促成了拿下他的决心。

### 被捕受审
1953年6月26日上午，苏共中央召开部长会议主席团和中央委员会主席团联席会议，朱可夫按照约定带领士兵們在外等候。会议室内，当赫鲁晓夫将贝利亚召来，斥其是“混进党内的、投机钻营的野心家”时，他惊讶地说：“怎么了尼基塔·谢尔盖耶维奇？你怎么抓起我裤子里的虱子来了？”之后布尔加宁、莫洛托夫等顯貴纷纷痛斥他，当他向马林科夫求救时，这位好友别过头去。众人中只有米高扬緩頰说：“（贝利亚）只要接受批评，并能坚决改正，不是不可挽救的”。之后马林科夫按下电铃，朱可夫便带着一群军人进来将他抓走，传说，朱可夫说：“以苏联人民的名义，你被捕了，杂种同志。”之后从他公文包中搜出一张纸条，上面用红色铅笔写着“警报！警报！警报！”，这是他在意识到危险后立即写下的（可能想交给他的克里姆林宫卫队）。在事先布置人手时，朱可夫特别调用了他自己和布尔加宁的两辆黑玻璃轿车，将人手运进克里姆林宫去。《真理报》发表《党、政府、苏联人民牢不可破的团结》社论。同日，贝利亚被指控为“修正主义、反社会主义和英国间谍”而被逮捕。
7月2日马林科夫在全会上的《〈关于贝利亚反党叛国的罪行〉的报告》指出：“……贝利亚灵活巧妙地利用自己在内务部的地位……以便把内务部置于党和政府之上……企图把党中央和政府置于内务部的监督之下，简直令人不能容忍……”。1953年7月7日，贝利亚被撤销党内外一切职务。
12月17日，塔斯社宣布，蘇聯最高蘇維埃主席團於1953年6月26日決定撤銷拉·巴·貝利亞蘇聯部長會議第一副主席職務，並將其案件送交法院審理。1953年12月23日，被苏联最高军事法庭判处死刑，同时开除苏联共产党党籍和剥夺其所有财产、褫夺苏联元帅军衔和所有国家奖励。1953年12月23日，贝利亚在莫斯科的克格勃总部盧比揚卡大樓被帕·费·巴季茨基秘密處決，罪名是：“背叛祖国，为外国资本家卖力，纠集仇视苏维埃国家的叛徒阴谋团伙，妄图夺取国家政权，推翻工农苏维埃制度，复辟资本主义和重建资本家的国家。”其母亲、岳母、妻子、妹妹和儿子等20人被流放。
1953年12月31日，最高苏维埃主席团正式发布命令，决定开除贝利亚的苏联共产党党籍、褫夺其苏联元帅军衔、“社会主义劳动英雄”称号和所有国家奖励。安葬于莫斯科顿河修道院公墓。

### 身后事件
1993年，在贝利亚位于莫斯科卡查洛瓦街的旧居附近发现的一处坟地被怀疑葬有贝利亚的受害者。
蘇聯解體後貝利亞的家人曾要求為貝利亞平反，但在2000年5月時被俄罗斯联邦最高法院駁回。

## 影响与评价
关于贝利亚道德败坏的故事数不胜数，在他被捕后，调查发现他曾經强奸过數十位女性，甚至是未成年少女的恶行都被公諸於世，而後的蘇聯政府甚至以「淫棍」形容他。2003年，俄国相关档案的开放表明斯大林早就在收集多达“数十名”受害者的材料。
在贝利亚刚被捕时，马林科夫告诉赫鲁晓夫，一个侍卫长的继女曾被其强奸过。也有许多女人在未被强迫下為他侍寢（至少表面如此）。有一次他带了个女演员进入政治局区域，答应释放她关在内务人民委员会监狱里的父亲和祖父，随即奸污了她，并说：“想叫就叫吧，没关系的。”但是此女的家人早已被处决了，她随后也被投入监狱。贝利亚在他的办公室旁设立了专门用于拷打未成年犯人的刑讯室。2003年，每日电讯报道在他的住所（现土耳其大使馆）地下发现了装在袋里的人腿骨。
蘇共中央政治局對貝利亞時常設法強姦、誘姦女性的事件十分清楚。由於貝利亞在戰時的重要性，斯大林對此採取了寬容的態度，但是當斯大林知道他的女兒斯韋特蘭娜單獨與貝利亞在他家後，他說“我不信任貝利亞”，並打電話命她馬上離開。當貝利亞在伏羅希洛夫元帥的夏季鄉間別墅看上他的妻子後，他一路緊跟著他們的車回到克里姆林宮，把伏羅希洛夫的妻子嚇到了。
贝利亚曾有一句名言：“当我们布尔什维克想要做成一件事，我们不顾其他的一切。”斯大林在很长时间内都对其颇为器重，贝利亚也一再高升。党内的干部普遍害怕贝利亚，害怕大清洗的厄运落在自己头上。斯大林死后，贝利亚迅速在党内被打倒，斯大林去世不到一年，贝利亚便被枪决，并在此后，贝利亚的种种恶行被揭露，蘇聯共產黨开动宣传机器迅速将其更加誇張的塑造成人民的叛徒，蘇聯瓦解後，其惡行的證據也仍無法為世人接受，至今他已成為了俄國史上最惡名昭彰的人物之一。
另外赫魯晓夫的蘇聯與铁托的南斯拉夫破冰交好時，也指責貝利亞為破壞兩國关系的元兇，赫魯晓夫對铁托說，蘇、南關係的破裂完全是貝利亞挑唆的，現在這個惡棍已被正法了，蘇聯已改正錯誤，兩黨不應再爭吵，還是重新和好吧。然而据魏特林的说法，贝利亚不仅提出要“允许轻工业领域的私人资本存在”、“改变集体农场制度”，还提议和西方及铁托修好关系。据說在贝利亚倒台后于他的保险箱发现给铁托的信的副本，當中提议进行一次秘密会晤，还强调“除了兰科维奇和铁托同志外不要让人知道。”
斯大林死后，贝利亚一直被苏联官方和民间认为是谋害斯大林的凶手，连赫鲁晓夫和莫洛托夫都认为贝利亚是杀死斯大林的人，这个传说到现在依然盛行，但碍于当时的相关人物和见证人已经全部去世，所以斯大林的死因成为了悬案，但贝利亚声名狼藉以及形象欠佳，所以没有被平反。

## 轶闻
在赫鲁晓夫的秘密报告中重述了一则关于贝利亚、说明红色恐怖的著名笑话：斯大林的烟斗丢了，贝利亚在第二天就抓到了十個竊賊，他们全都招供了。而斯大林则在自己的沙发下找到了那个烟斗。
斯大林有次说自己年轻时乘雪橇走了12俄里（約12.8公里）发现12只鸟，他打死一只后，回去拿子弹，又把其他的也打死並且带回家。贝利亚私下说：“一个高加索人沒有甚麼机会乘雪橇，他怎么可能走那么远的路（合计48俄里，約51.2公里）？他在撒谎。”

## 備注
1. ↑  格魯吉亞語羅馬化：Lavrenti Pavles dze Beria
2. ↑  俄語羅馬化：Lavrentiy Pavlovich Beria

### 引用
1. ↑  Montefiore, Simon Sebag (2005). Stalin: Court of the Red Tsar. Random House. p. 483.
2. ↑  网易. . sports.163.com. 2012-03-22  [2019-09-29]. （原始内容存档于2020-10-29）.
3. ↑  Historical Dictionary of Russian and Soviet Intelligence P109
4. ↑  Барсенков А. С., Вдовин А. И., «История России. 1917—2007» — М.: Аспект Пресс, 2008 — стр. 385
5. ↑  Chang and Halliday, 2005
6. ↑  史達林遇害真相——死於貝利亞投毒 的存檔，存档日期2009-07-10.
7. ↑  Sebag-Montefiore, 571
8. ↑  Sebag-Montefiore, 649
9. ↑  贝利亚的真面目[永久]
10. ↑  Барсенков А. С., Вдовин А. И., «История России. 1917—2007» — М.: Аспект Пресс, 2008 — стр. 438
11. ↑  .   [2021-07-05]. （原始内容存档于2021-07-09）.
12. ↑  Andrew, Christopher; Oleg Gordievsky (1990). "11". KGB: The Inside Story (1st edition ed.). New York, NY, USA: HarperCollins Publishers. pp. 423–424. ISBN 978-0-06-016605-2. .
13. ↑  K. S. Moskalenko. The arrest of Beria. Newspaper Московские новости. No. 23, year 1990.
14. ↑  許冠三. . 《明報月刊》 (香港). 1966年1月, 1 (1): 8. 該消息續稱：蘇聯最高蘇維埃，於八月八日批准蘇維埃最高主席團的這一決定。一周後，塔斯社又發佈了蘇聯最高法庭對貝利亞等七人的判決。
15. ↑  許冠三. . 《明報月刊》 (香港). 1966年1月, 1 (1): 8.
16. ↑  .   [2018-10-11]. （原始内容存档于2020-11-12）.
17. ↑  .   [2009-03-30]. （原始内容存档于2021-02-25）.
18. ↑  Donald Rayfield. Stalin and His Hangmen: The Tyrant and Those Who Killed for Him. Random House, 2005. ISBN 978-0-375-75771-6; pp. 466–467
19. ↑  Knight, 97.
20. 1 2  赫鲁晓夫回忆录
21. ↑  Sebag-Montefiore, 507
22. ↑  Knight, Amy, 'Beria: Stalin's First Lieutenant', Princeton University Press, 1993
23. ↑  .   [2012-06-07]. （原始内容存档于2021-02-05）.
24. ↑  Simon Sebag Montefiore. . Knopf Doubleday Publishing Group. 18 December 2007: 507  [2013-12-17]. ISBN 978-0-307-42793-9. （原始内容存档于2014-01-08）.（英文）
25. ↑  A Tift with Tito? Beria's to Blame, The Miami News, 1955-05-29[]
26. ↑  Thaddeus Wittlin, Commissar: The Life and Death of Lavrenty Pavlovich Beria (New York: Macmillan, 1972), p. 354.
27. ↑  Vladislav Martinovich Zubok, Konstantin Pleshakov Inside the Kremlin's cold war: from Stalin to Khrushchev - 第 159 页

### 网页
- 藍英年：誰殺了一萬五千波蘭軍官？